# Коломан I Книжник
Коломан І (Кальман Книжник, угор. Kálmán; 1074 — 3 лютого 1116) — король Угорщини з 1095 року та Хорватії з 1097 року.

## Життєпис
Походив з династії Арпадів. Син Ґези I та графині Софії Луз.
На початку володарювання вимушений був вести війну за владу зі своїм братом Алмошем, яка завершилася на користь Коломана.
1112 року з метою встановлення дружніх відносин з Київською державою одружився з Євфимією (1139), дочкою Володимира Мономаха.
Вів війни з Венецією. Розширив територію Угорщини, приєднавши Хорватію (разом з Далмацією, розбивши короля Петера Свачича. Закріпив свій успіх лише у 1102 році, уклавши унію Угорщини з Хорватією.
Втручався в міжусобну боротьбу руських князів.
1099 року зробив спробу загарбати Галичину, але був розгромлений військами князів Володаря і Василька Ростиславичів у битві над Вягром біля Перемишля.
Зміцнив королівську владу. Створив письмовий звід угорських законів у 1100 та 1115 роках. Перший закріпив правило застосування Божого суду (випробування водою). Другий — регулював суперечки поміж християнами та юдеями.
Підтримував розвиток культури та освіти. За його наказом єпископ Хартвік склав «Хроніку Угорщини» та «Життя Святого Іштвана».

## Родина
1. Дружина — Феліція (1078—1102), донька Рожера I, графа Сицилії
Діти:
- Софія (1100—д/н)
- Стефан (1101—1131), король Угорщини з 1116 до 1131 року
- Владислав (1101—1112)

2. Дружина — Євфимія (д/н — 1139), донька Володимира Мономаха, великого князя київського.
Діти:
- Борис (1114—1154)